# Ulrich Hebenstreit
Ulrich Hebenstreit (* 3. August 1947 in Kloster Schöntal) ist ein deutscher Jurist. Er war bis 2012 Richter am Bundesgerichtshof (BGH).

## Ausbildung
Das Abitur legte Hebenstreit 1966 am Gymnasium Mühlacker (heute Theodor-Heuss-Gymnasium Mühlacker) ab. Danach war er zwei Jahre Soldat auf Zeit.
Von 1969 bis 1974 absolvierte er sein Studium der Rechtswissenschaft mit Schwerpunkt Handels-, Gesellschafts-, Wettbewerbs- und Kartellrecht an der Universität Tübingen. Parallel zum anschließenden Referendariat war er wissenschaftlicher Mitarbeiter von Klaus J. Hopt am Lehrstuhl für Zivil-, Wirtschafts- und Internationales Privatrecht. Nach der Zweiten Juristischen Staatsprüfung 1976 in Baden-Württemberg trat er in den Justizdienst dieses Landes ein.

## Berufslaufbahn
Zunächst war Hebenstreit Richter am Landgericht Stuttgart (Schwurgericht, Wirtschaftsstrafkammer und Berufungsstrafkammer), dann Staatsanwalt bei der Staatsanwaltschaft Stuttgart. Von 1981 bis 1983 war er an das Bundesministerium der Justiz abgeordnet, wo er im Bereich Familienrecht tätig war. Anschließend kehrte er als Richter an das Landgericht Stuttgart zurück (Zivilkammer, Wirtschaftsstrafkammer und kleine Strafkammer) und war zeitweilig an die Generalstaatsanwaltschaft Stuttgart abgeordnet. 1990 wurde er zum Richter am Oberlandesgericht Stuttgart befördert, wo er sowohl für Revisionen als auch erstinstanzliche Verfahren zuständig war. Ab 1992 war Hebenstreit Vorsitzender Richter am Landgericht Stuttgart (Wirtschaftsstrafkammer, Kammer für Steuerberatersachen) und nichtständiges Mitglied des Dienstgerichtshofs des Landes Baden-Württemberg, letzteres bis 1995. Zudem war er von 1996 bis 2000 Mitglied des Präsidiums des Landgerichts Stuttgart.
Hebenstreit wurde im Jahr 2000 zum Richter am Bundesgerichtshof ernannt und war seitdem Mitglied des 1. Strafsenates. Zudem war er bis 2008 Ermittlungsrichter beim BGH, von 2007 bis 2009 Mitglied des Präsidiums des Bundesgerichtshofes sowie ab 2009 Baubeauftragter des BGH. Seit dem 1. Oktober 2012 ist er nach dem Erreichen der Altersgrenze als Berufsrichter pensioniert, war aber weiterhin von Mai 2012 bis Juli 2021 stellvertretendes Mitglied im Verfassungsgerichtshof für das Land Baden-Württemberg.

## Politik
Von 1998 bis 2000 war Hebenstreit Mitglied des Gemeinderats der Stadt Ludwigsburg, von 1994 bis 1999 Mitglied der Regionalversammlung des Verbands Region Stuttgart und im Jahr 2000 Mitglied des Kreistages des Landkreises Ludwigsburg.

## Nebenberuf
Von 1991 bis 2000 war Hebenstreit stellvertretender Vorsitzender des Berufsgerichts der Bezirkszahnärztekammer Stuttgart. In dieser Zeit war er zudem Prüfer in Juristischen Staatsprüfungen und zeitweise Lehrbeauftragter an der Hochschule für öffentliche Verwaltung und Finanzen Ludwigsburg.

## Ehrenamt
Hebenstreit ist seit 1998 Vorsitzender des Vereins „Freundeskreis Jevpatorija e.V.“ Ludwigsburg (Jewpatorija ist eine Partnerstadt von Ludwigsburg). Seit 2001 ist er außerdem Vorsitzender des „Sozialberatung Ludwigsburg e.V. – Treffpunkt Information Beratung“, einer Organisation für Straffälligenhilfe und Kriminalprävention. Seit 2009 ist er Mitglied im Stiftungsrat der Bürgerstiftung Ludwigsburg.

## Privatleben
Er ist in zweiter Ehe verheiratet und hat aus erster Ehe zwei erwachsene Töchter.